# Кутаисский 158-й пехотный полк
158-й пехотный Кутаисский полк — пехотная воинская часть Русской императорской армии.

## Формирование и кампании полка
Сформирован согласно приказу военного министра от 6 ноября 1863 г. из 5-го резервного батальона Навагинского пехотного полка. 25 марта 1864 г. полку присвоен № 158.
В русско-турецкую войну 1877—1878 годов Кутаисский полк в составе 40-й дивизии был из Саратова отправлен на усиление Кавказской армии и тотчас же по прибытии на театр военных действий принял участие в сражении при Деве-Бойну. Затем Кутаисский полк вошёл в состав войск, осаждавших Карс. Здесь полку пришлось сыграть выдающуюся роль. 24 октября 2 батальона полка включены были в состав отряда генерала Алхазова, имевшего поручение оттеснить турок, построивших впереди форта Хафиз полевую батарею, и занять место для постановки осадных батарей. Ведя наступление, батальоны кутаиссцев, ведомые командиром полка полковником Фадеевым, вечером, уже в сумраке, подошли к Хафизу. Пользуясь темнотой, Фадеев решил штурмовать форт. Подъехав к ротам 2-го батальона, он, со словами: «Братцы, слава кутаиссцев на этих валах, надо сорвать её! Прибавь шагу», повёл их вперёд. Роты в грозном молчании, почти бегом двинулись на штурм. По пути они наткнулись на фугасы, взрывы которых привлекли на кутаиссцев сосредоточенный огонь орудий форта. Не обращая внимания на потери, кутаиссцы во главе с своим командиром, спустились в ров, с большими усилиями взобрались на высокий бруствер и ворвались в форт, а 3 роты 1-го батальона проникли даже в город. 4 атаки подошедших к форту турецких резервов были отбиты кутаиссцами. Однако, не рассчитывая на поддержку и опасаясь обнаружить туркам слабость своих сил, Фадеев решил отступить до рассвета и, дождавшись возвращения рот 1-го батальона из города, двинулся обратно через бруствер. Это геройское дело стоило кутаиссцам всего лишь 50 человек. Трофеями их были 7 пленных офицеров и 75 нижних чинов, 7 орудийных замков и 1 штандарт. Дело это имело громадное значение, так как убедило всех в возможности ночного штурма Карса, который и был решён. Во время его 2 и 3-й батальоны полка, под начальством полковника Фадеева, выбили турок из траншей, соединявших форты Хафиз и Карадаг и на плечах неприятеля ворвались в последний, взяв его после упорного штыкового боя. При следовании рот к Карадагу ими были захвачены и заклёпаны 2 неприятельские батареи. 1-й батальон полка, находившийся при начале штурма в резерве, был двинут на помощь колонне майора Урбанского и своим энергичным наступлением увлёк вперёд находившиеся близ Хафиза части, с которыми вместе ворвался в укрепление Фейзи-паша.
Высочайшим приказом 13 октября 1878 года за выдающиеся подвиги, оказанные полком в войну 1877—1878 годов ему были пожалованы Георгиевские знамёна и знаки отличия на шапки. 7 апреля 1879 года в полку был сформирован 4-й батальон.
В декабре 1904 года полку была объявлена мобилизация, и он, после Высочайшего смотра 21 декабря на станции Бобруйск, был отправлен на усиление войск, действовавших в Маньчжурии, но в боях не участвовал. Место постоянной дислокации — Бобруйская крепость.
Во время Первой мировой войны отличился в ходе Бухарестского сражения 1916 года.
Полковой праздник — День Святой Троицы.

## Знаки отличия полка
1. Георгиевское знамя с надписью: «За штурм Хафиз-Паша-Табия 24 октября и взятие Карса 6 ноября 1877 г.»
2. Знаки — нагрудные для офицеров и на головные уборы для нижних чинов — с надписью: «За отличие в турецкую войну 1877 и 1878 гг.»

## Командиры полка
- 12.12.1863 — 30.08.1869 — полковник князь Бектабеков, Александр Евсеевич
- 01.10.1869 — 21.03.1871 — полковник Риттих, Александр-Пётр Фридрихович
- 21.03.1871 — 23.09.1871 — полковник Мазуркевич, Иосиф Гаврилович
- 23.09.1871 — 17.11.1872 — полковник Герасимов, Иван Григорьевич
- 17.11.1872 — 22.11.1877 — полковник Баранов, Александр Евстафьевич
- 22.11.1877 — 20.12.1887 — полковник Фадеев, Семён Андреевич
- 03.01.1888 — 07.01.1897 — полковник Бонч-Осмоловский, Фёдор Александрович
- 19.01.1897 — 24.10.1899 — полковник Ясенский, Венедикт Алоизиевич
- 31.10.1899 — 19.12.1901 — полковник Игнатьев, Григорий Григорьевич
- 03.02.1902 — 19.12.1904 — полковник Ханыков, Александр Николаевич
- 28.12.1904 — 23.08.1908 — полковник Бачевский, Константин Иванович
- 27.09.1908 — 09.04.1911 — полковник Новиков, Егор Иванович
- 09.04.1911 — 24.05.1914 — полковник Гектор, Семён Алексеевич
- 31.05.1914 — 09.11.1914 — полковник Кулешов, Алексей Иванович
- 09.11.1914 — 27.12.1914 — полковник Архангельский, Дмитрий Фёдорович
- 27.12.1914 — 30.09.1915 — полковник Караулов, Пётр Николаевич
- 25.10.1915 — 27.01.1917 — полковник Лебедев, Михаил Васильевич
- 13.02.1917 — хх.хх.хххх — полковник Шелковников, Александр Иванович